# لمباردینی

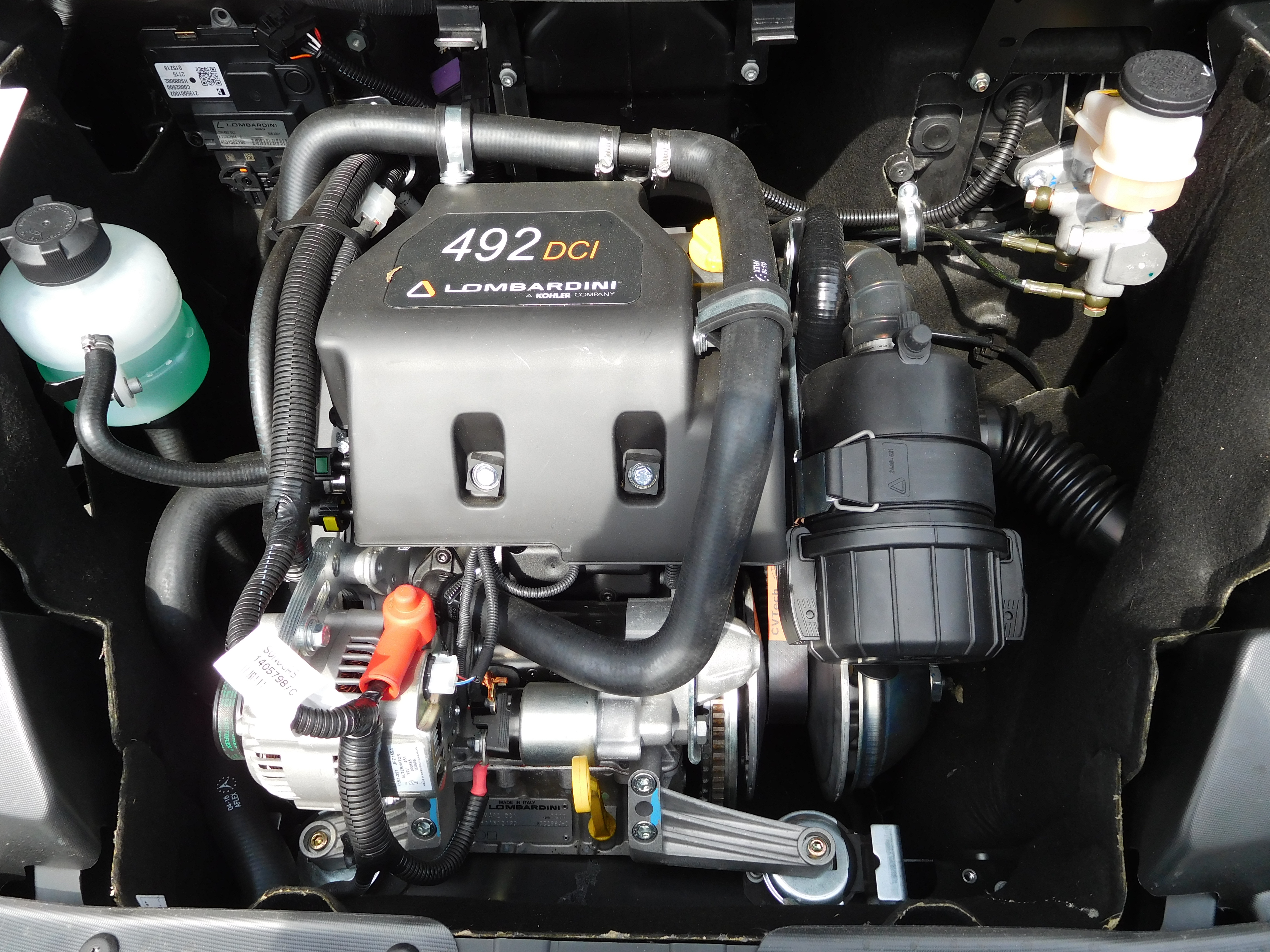
موتور لمباردینی دو سیلندر

لُمباردینی تولیدکننده ایتالیایی موتورهای دیزلی تا ۱۳۴ اسب‌بخار بود که اکنون بخشی از شرکت کهلر آمریکا است. این شرکت در سال ۱۹۳۳ در در رجو نل امیلیا تأسیس شد. ادلمو لومباردینی مؤسس این شرکت، پیش از سال ۱۹۲۲ در نوولارا موتورهای احتراقی تولید کرد. پس از جنگ جهانی دوم، این شرکت با تولید تراکتور و تیلر، فعالیت خود را گسترش داد. 